# Joseph Algazy
Joseph Algazy (Ywsep ʾAlgaziy), né en Égypte le 11 septembre 1938, est un historien et un journaliste israélien. Ses travaux sont publiés en France.

## Biographie
Il a enseigné à l'université de Tel-Aviv avant de devenir rédacteur au quotidien israélien de gauche Ha’aretz. Il collabore également au mensuel français Le Monde diplomatique.
Il est un spécialiste de l'extrême droite en France, en particulier des courants néofascistes. Il entretient à partir des années 1990 un dialogue avec des personnalités palestiniennes. En 1998, il fait paraître un ouvrage sur la question israélo-palestinienne en collaboration avec Dominique Vidal.

## Ouvrages
- La Tentation néofasciste en France (1944-1965), Paris, Fayard, 1984.  (ISBN 2-213-01426-4)
- L'Extrême droite en France de 1965 à 1984, Paris, L'Harmattan, 1989.  (ISBN 2-7384-0229-1)
- entretiens avec Isaïe Leibowitz, La Mauvaise conscience d'Israël, Le Monde éditions, 1994.  (ISBN 2-87899-079-X)
- avec Dominique Vidal, Le péché originel d'Israël. L'expulsion des Palestiniens revisitée par les nouveaux historiens israéliens, Paris, Éditions de l'Atelier, 1998.  (ISBN 2-7082-3376-9) ; rééd. 2002,  (ISBN 2-7082-3615-6)
- commentaire du récit de Mohammed Al-Asaad, Mémoires d'un village palestinien disparu, traduit de l'arabe par Sara Descamps-Wassif et Atfâl al-nadâ, Paris, Albin Michel, « Histoire à deux voix », 2002.  (ISBN 2-226-13279-1)
- dialogue avec Mohammed Al-Asaad, Par-delà les murs : un réfugié palestinien et un Israélien revisitent leur histoire, dialogue animé et présenté par Françoise Germain-Robin, Arles, Sindbad - Actes Sud, « La Bibliothèque arabe. L'actuel », 2005.  (ISBN 2-7427-5450-4)
- [Ywsep ʾAlgaziy avec Rwtem Šapiyraʾ (Rotem Shapira), édité par Dapnah Rwzenbliyṭ (Dapnah Rozenbliyṭ)], Haqwrban. Siywrey pniym wšaʿar, Heypah, Pardes, 5766, 2006. ((en), The victim)  (ISBN 965-7171-30-X)